# کریستوفر شلدریک
کریستوفر شلدریک (انگلیسی: Christopher Sheldrake؛ زادهٔ ۱۱ آوریل ۱۹۵۵) عطرساز اهل بریتانیا است.